# Ширкино (Тверская область)
Ширкино — деревня в Зубцовском районе Тверской области. Входит в состав Вазузского сельского поселения.

## География
Находится в южной части Тверской области на расстоянии приблизительно 2 км по прямой на восток-юго-восток от районного центра города Зубцов.

## История
Деревня была отмечена еще на карте Менде (состояние местности на 1848 год). В 1859 году здесь (деревня Зубцовского уезда Тверской губернии) было учтено 11 дворов, в 1941—23.

## Население
Численность населения: 87 человек (1859 год), 58 (русские 96 %) в 2002 году, 62 в 2010.